# Aardonyx celestae
Aardonyx celestae Yates et al., 2010 (il cui nome significa "artiglio della terra", dalla lingua Afrikaans Aard ossia "terra" più la parola dal greco antico onux ossia "chiodo" o "artiglio") è un genere estinto di dinosauro prosauropode vissuto nel Giurassico inferiore, circa 195 milioni di anni fa (Sinemuriano), in quella che è oggi la Formazione Elliot, in Sudafrica. Il genere contiene una singola specie ossia A. celestae, il nome specifico, celestae, è un riferimento a Celeste Yates, che ha preparato la maggior parte del materiale fossile della specie. Carattere interessante dell'animale sono alcune caratteristiche del braccio, intermedie tra prosauropodi e sauropodi.
Sulla base della struttura degli arti posteriori e della cintura pelvica dell'animale, l'Aardonyx era un dinosauro prevalentemente bipede, ma che occasionalmente poteva anche impiegare tutte e quattro le zampe per camminare, in modo simile a Iguanodon. Gli arti anteriori condividevano alcune caratteristiche con i giganteschi sauropodi quadrupedi come Apatosaurus. La scoperta di Aardonyx, ad opera del paleontologo australiano, Adam Yates e della sua squadra, fu pubblicata online su  Proceedings of the Royal Society B nel novembre 2009, per poi venire pubblicata sulla rivista nel numero di marzo, del 2010. Il paleontologo britannico Paul Barrett, del Museo di Storia Naturale di Londra, sebbene non fosse coinvolto nella ricerca, ha commentato che la scoperta di Aardonyx "aiuta a colmare alcune lacune nell'evoluzione dei sauropodi, con un animale principalmente bipede che iniziare ad acquisire caratteristiche specifiche necessarie per una postura quadrupede".

## Descrizione

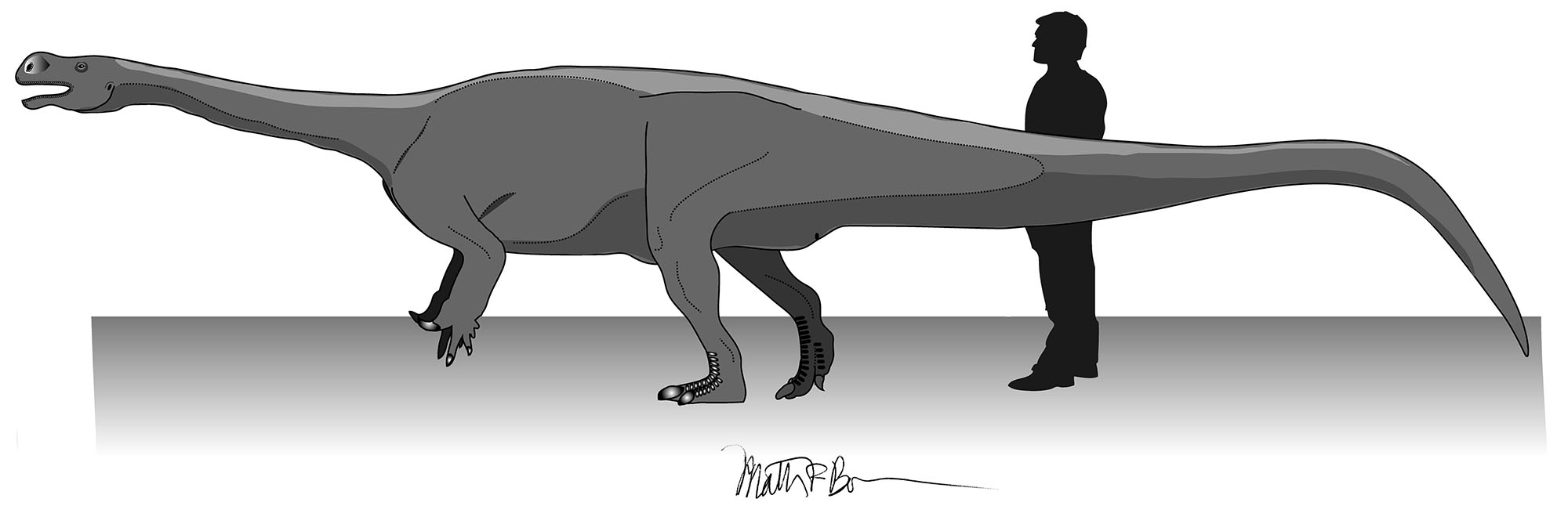
Dimensioni e ricostruzione di Aardonyx, rispetto ad un uomo

L'Aardonyx è noto solo da ossa disarticolate appartenenti a due individui immaturi. Il materiale è costituito da elementi cranici, vertebre, dorsali e cervicali, costole, gastralie, chevron, elementi del cinto pettorale e della cintura pelvica e le ossa degli arti posteriori, manus e pes. La presenza di queste ossa in un unico accumulo hanno suggerito che le ossa provenissero da carcasse relativamente complete. Si pensa che entrambi gli individui avessero meno di 10 anni di età al momento della loro morte a causa della mancanza di linee di riposo periferiche nella corteccia delle ossa campionate. Ulteriore prova della loro immaturità al momento della morte comprende la cartilagine calcificata per l'articolazione della scapola.
Secondo alcuni paleontologi l'animale adulto doveva raggiungere una lunghezza di circa 7 metri per un peso stimato intorno ai 1700 kg. Aveva una testa piccola, un lungo collo e una coda robusta. Il torace era di forma cilindrica e le zampe anteriori più corte e più esili di quelle posteriori. I suoi artigli erano piuttosto lunghi, circa 5 centimetri, mentre la sua mascella era a forma di V, caratteristica non molto comune nei successivi sauropodi, che spesso hanno la mascella a forma di U. Era in grado di camminare anche sulle zampe posteriori, anche se si ritiene potesse muoversi anche con tutte e quattro le zampe. Aveva un'andatura piuttosto lenta a causa del peso, come suggerisce la grandezza del metatarso.

## Classificazione
Alcuni paleontologi, pensano che l'Aardonyx sia un sister taxon di un clade di sauropodomorpha, contenente Melanorosaurus e i sauropodi, tutti quadrupedi obbligati, sulla base di una analisi filogenetica condotta insieme con la prima descrizione del genere. Molte caratteristiche dello scheletro supportano questa classificazione. Queste caratteristiche comprendono alcune caratteristiche più evolute, come le vertebre e lo scheletro appendicolare.
Di seguito è riportato un cladogramma pubblicato nel 2014 da Blair McPhee.
|  | Lessemsaurus |
|  |              |
|  | Antetonitrus |
|  |              |

|  | Gongxianosaurus |
|  |                 |
|  | Sauropoda       |
|  |                 |

|  | Lessemsaurus |
|  |              |
|  | Antetonitrus |
|  |              |

|  | Gongxianosaurus |
|  |                 |
|  | Sauropoda       |
|  |                 |

|  | Lessemsaurus |
|  |              |
|  | Antetonitrus |
|  |              |

|  | Gongxianosaurus |
|  |                 |
|  | Sauropoda       |
|  |                 |

|  | Lessemsaurus |
|  |              |
|  | Antetonitrus |
|  |              |

|  | Gongxianosaurus |
|  |                 |
|  | Sauropoda       |
|  |                 |

|  | Lessemsaurus |
|  |              |
|  | Antetonitrus |
|  |              |

|  | Gongxianosaurus |
|  |                 |
|  | Sauropoda       |
|  |                 |

|  | Lessemsaurus |
|  |              |
|  | Antetonitrus |
|  |              |

|  | Gongxianosaurus |
|  |                 |
|  | Sauropoda       |
|  |                 |

|  | Lessemsaurus |
|  |              |
|  | Antetonitrus |
|  |              |

|  | Gongxianosaurus |
|  |                 |
|  | Sauropoda       |
|  |                 |

|  | Lessemsaurus |
|  |              |
|  | Antetonitrus |
|  |              |

|  | Gongxianosaurus |
|  |                 |
|  | Sauropoda       |
|  |                 |

|  | Lessemsaurus |
|  |              |
|  | Antetonitrus |
|  |              |

|  | Gongxianosaurus |
|  |                 |
|  | Sauropoda       |
|  |                 |

|  | Lessemsaurus |
|  |              |
|  | Antetonitrus |
|  |              |

|  | Gongxianosaurus |
|  |                 |
|  | Sauropoda       |
|  |                 |

|  | Lessemsaurus |
|  |              |
|  | Antetonitrus |
|  |              |

|  | Gongxianosaurus |
|  |                 |
|  | Sauropoda       |
|  |                 |

|  | Lessemsaurus |
|  |              |
|  | Antetonitrus |
|  |              |

|  | Gongxianosaurus |
|  |                 |
|  | Sauropoda       |
|  |                 |

|  | Lessemsaurus |
|  |              |
|  | Antetonitrus |
|  |              |

|  | Gongxianosaurus |
|  |                 |
|  | Sauropoda       |
|  |                 |

|  | Lessemsaurus |
|  |              |
|  | Antetonitrus |
|  |              |

|  | Gongxianosaurus |
|  |                 |
|  | Sauropoda       |
|  |                 |

|  | Lessemsaurus |
|  |              |
|  | Antetonitrus |
|  |              |

|  | Gongxianosaurus |
|  |                 |
|  | Sauropoda       |
|  |                 |

|  | Lessemsaurus |
|  |              |
|  | Antetonitrus |
|  |              |

|  | Gongxianosaurus |
|  |                 |
|  | Sauropoda       |
|  |                 |

|  | Lessemsaurus |
|  |              |
|  | Antetonitrus |
|  |              |

|  | Gongxianosaurus |
|  |                 |
|  | Sauropoda       |
|  |                 |

|  | Lessemsaurus |
|  |              |
|  | Antetonitrus |
|  |              |

|  | Gongxianosaurus |
|  |                 |
|  | Sauropoda       |
|  |                 |

|  | Lessemsaurus |
|  |              |
|  | Antetonitrus |
|  |              |

|  | Gongxianosaurus |
|  |                 |
|  | Sauropoda       |
|  |                 |

|  | Lessemsaurus |
|  |              |
|  | Antetonitrus |
|  |              |

|  | Gongxianosaurus |
|  |                 |
|  | Sauropoda       |
|  |                 |

|  | Lessemsaurus |
|  |              |
|  | Antetonitrus |
|  |              |

|  | Gongxianosaurus |
|  |                 |
|  | Sauropoda       |
|  |                 |

|  | Lessemsaurus |
|  |              |
|  | Antetonitrus |
|  |              |

|  | Gongxianosaurus |
|  |                 |
|  | Sauropoda       |
|  |                 |

|  | Lessemsaurus |
|  |              |
|  | Antetonitrus |
|  |              |

|  | Gongxianosaurus |
|  |                 |
|  | Sauropoda       |
|  |                 |

|  | Lessemsaurus |
|  |              |
|  | Antetonitrus |
|  |              |

|  | Gongxianosaurus |
|  |                 |
|  | Sauropoda       |
|  |                 |

|  | Lessemsaurus |
|  |              |
|  | Antetonitrus |
|  |              |

|  | Gongxianosaurus |
|  |                 |
|  | Sauropoda       |
|  |                 |

|  | Lessemsaurus |
|  |              |
|  | Antetonitrus |
|  |              |

|  | Gongxianosaurus |
|  |                 |
|  | Sauropoda       |
|  |                 |

|  | Lessemsaurus |
|  |              |
|  | Antetonitrus |
|  |              |

|  | Gongxianosaurus |
|  |                 |
|  | Sauropoda       |
|  |                 |

|  | Lessemsaurus |
|  |              |
|  | Antetonitrus |
|  |              |

|  | Gongxianosaurus |
|  |                 |
|  | Sauropoda       |
|  |                 |

|  | Lessemsaurus |
|  |              |
|  | Antetonitrus |
|  |              |

|  | Gongxianosaurus |
|  |                 |
|  | Sauropoda       |
|  |                 |

|  | Lessemsaurus |
|  |              |
|  | Antetonitrus |
|  |              |

|  | Gongxianosaurus |
|  |                 |
|  | Sauropoda       |
|  |                 |

|  | Lessemsaurus |
|  |              |
|  | Antetonitrus |
|  |              |

|  | Gongxianosaurus |
|  |                 |
|  | Sauropoda       |
|  |                 |

|  | Lessemsaurus |
|  |              |
|  | Antetonitrus |
|  |              |

|  | Gongxianosaurus |
|  |                 |
|  | Sauropoda       |
|  |                 |

## Paleobiologia

### Dieta
L'Aardonyx mostra una transizione verso l'alimentazione caratteristica di sauropodi. Le ganasce di Aardonyx sono strette e a forma di V con una sinfisi a punta, una caratteristica plesiomorfica condiviso con altri sauropodomorphi basali. Nei sauropodi, le ganasce sono ampie e forma di U per consentire un morso più ampio. L'assenza di una cresta laterale all'estremità caudale della mandibola è un'indicazione della perdita di guance carnose. Ciò è visto come un adattamento per un morso più ampio per facilitare l'alimentazione a lungo raggio, osservata in quasi tutti i sauropodi. I forami neurovascolari laterali della mascella superiore di Aardonyx sono più piccoli di quelli degli altri sauropodomorphi basali, e indicano che c'è stata una riduzione dell'afflusso di sangue nei tessuti buccali e quindi una perdita delle guance carnose. Lo sviluppo di piastre laterali lungo i margini alveolari di alcune ossa del cranio avrebbe aiutato durante l'alimentazione.
La presenza di ganasce plesiomorfiche a forma di V insieme all'assenza di guance carnose è una caratteristica insolita per un animale come Aardonyx. In precedenza, si era pensato che mascelle più ampie si fossero evolute prima della riduzione e la perdita di guance carnose come un adattamento verso un'alimentazione ad ampio raggio tipica dei sauropodi. Il sauropode Chinshakiangosaurus possedeva mascelle a forma di U, pur mantenendo guance carnose, l'opposto della condizione osservate in Aardonyx. Per questo lo Chinshakiangosaurus è un sauropodomorpho più evoluto, ciò suggerisce che la bocca priva di guance carnose si sia evoluta due volte nella storia di sauropodomorpha: una volta con Aardonyx e la seconda con sauropodi più evoluti rispetto a Chinshakiangosaurus.

### Locomozione
Le caratteristiche degli arti di Aardonyx suggeriscono che l'animale era un bipede abituale. Prove sulla locomozione bipede si possono ritrovare negli arti anteriori; la struttura del radio e dell'ulna limita il grado in cui la manus potrebbe essere prona e la lunghezza dell'omero è solo il 72% la lunghezza del femore. Tuttavia, le caratteristiche presenti in entrambi gli arti anteriori e posteriori mostrano una tendenza verso un maggiore quadrupedismo abituale che alla fine avrebbe portato alla quadrupedismo obbligatorio dei sauropodi. L'estremità prossimale dell'ulna possiede un processo craniolaterale incipiente che dà all'osso una forma a Y, anche se più sottile di quello dei sauropodomorphi quadrupedi. Il radio è spostato cranialmente, e una fossa radiale consente all'ulna di alloggiare il raggio craniolateralmente. Queste caratteristiche suggeriscono che ci fu uno sviluppo verso un maggiore quadrupedismo in Aardonyx. Sebbene le zampe posteriori dell'animale mostrino una propensione al bipedismo (come il mantenimento di un profilo convesso prossimale laterale del femore e la posizione del trocantere craniale lontano dal margine laterale del femore), vi è anche la prova che indica uno spostamento verso quadrupedismo. Caratteristiche del femore suggerisce che l'andatura di Aardonyx fosse molto più lenta, di quello dei sauropodomorphi più primitivi. Il femore è dritto e il quarto trocantere è collocato distalmente. Il riposizionamento del quarto trocantere ad una posizione più distale provoca la M. caudofemoralis longus muscolare, il principale muscolo femorale retrattore, per avere una maggiore leva (più vantaggio meccanico), ma viceversa una diminuzione della velocità di retrazione femorale; di conseguenza, Aardonyx aveva una camminata possente ma più lenta dei tipici prosauropodi.
Un'altra caratteristica che suggerisce un'andatura lenta è la robustezza del metatarso I, in confronto a quello di altri sauropodomorphi basali. Questa è la prova di una posizione più mediale del peso sul cuscinetto dell'asse del piede, in contrapposizione ad una più posizione più centralizzata in cui il peso gravava sull'asse attraverso il metatarso III. Lo sviluppo di entaxony in Aardonyx fornisce un'ulteriore prova per la sua ridotta capacità cursoria e abbia, a lungo andare, portato ad un'andatura quadrupede. Precedentemente, si pensava che l'entaxony si fosse sviluppata dopo la divergenza di Vulcanodon, per la presenza di mesaxony nel genere. Tuttavia, la presenza di mesaxony in Vulcanodon può essere ora considerata un'inversione evolutiva, data la chiara presenza di entaxony in Aardonyx.

## Nella cultura di massa
La scoperta di Aardonyx è stata presentata nel secondo episodio del documentario del 2010 della BBC Il museo della vita, nell'episodio Scavare il passato, dove l'animale è descritto dal paleontologo Paul Barrett come una forma di transizione tra i prosauropodi bipedi e i giganteschi sauropodi quadrupedi.